# Sclerenchima
Lo sclerenchima (pronuncia scle-rén-chi-ma) è, assieme al collenchima, un tessuto adulto di tipo meccanico, presente esclusivamente nelle spermatofite.

## Struttura e funzione dello sclerenchima
Lo sclerenchima è un tessuto vegetale formato da cellule che in genere sono morte a maturità, con parete cellulare ispessita e solitamente lignificata, quindi non più plastica. È un tessuto meccanico caratteristico delle porzioni adulte della pianta, non più soggette a crescita per distensione. Il forte ispessimento della parete secondaria fa sì che la parete cresca fin quasi a occupare completamente il lume cellulare. Per la riduzione del lume e l'interruzione degli scambi intercellulari, la cellula sclerenchimatica a maturità muore.
Il tessuto sclerenchimatico ha il compito di irrobustire e irrigidire gli organi che hanno terminato la loro crescita. In base alla loro forma è possibile distinguere:
- le sclereidi, cellule non allungate in una direzione principale, di forma diversa (isodiametriche, ramificate) poste isolate o in piccoli gruppi all'interno di  tessuti parenchimatici.

Le pareti cellulari, fortemente lignificate, occupano quasi tutto il volume cellulare. Sono visibili stratificazioni e canali ramificati che le attraversano. Il protoplasto è completamente riassorbito. Sono presenti nel tegumento di alcuni semi e in porzioni di diversi frutti (es. cellule petrose della polpa di pera e mela cotogna, guscio delle noci di cocco ed endocarpo di molte drupe (es. ciliegia, albicocca, pesca...)).
- le fibre, cellule allungate e appuntite alle estremità (che possono arrivare a 6 cm di lunghezza nella canapa). Durante la loro ontogenesi, mentre avviene la deposizione della parete secondaria, le cellule delle fibre continuano a crescere agli apici (crescita apicale), "intrufolandosi" tra tessuti adulti sottostanti e sovrastanti. Questa modalità di crescita, che spiega le notevoli lunghezze di queste cellule, è detta "intrusiva". A seconda della loro posizione si possono distinguere:
  - Fibre xilari: sono gli elementi fibrosi tipici del legno, derivate da tracheidi dopo ispessimento delle pareti e riduzione delle punteggiature areolate
  - Fibre extraxilari: spesso in fascetti  a formare anche guaine intorno ad organi in ogni parte della pianta al di fuori del legno (fibre liberiane, corticali, pericicliche).